# Lalla Abla bint Tahar
Lalla Abla bint Tahar  (5 september 1909 - 1 maart 1992) (Arabisch: لالا عبلة بنت طهار) was de tweede vrouw van koning Mohammed V van Marokko, de moeder van koning Hassan II en de dochter van Moulay al-Tahar ben Hasan. Ze trouwde met Mohammed V in 1926 en op 1 maart 1992 stierf ze in Rabat.